# Vox Continental

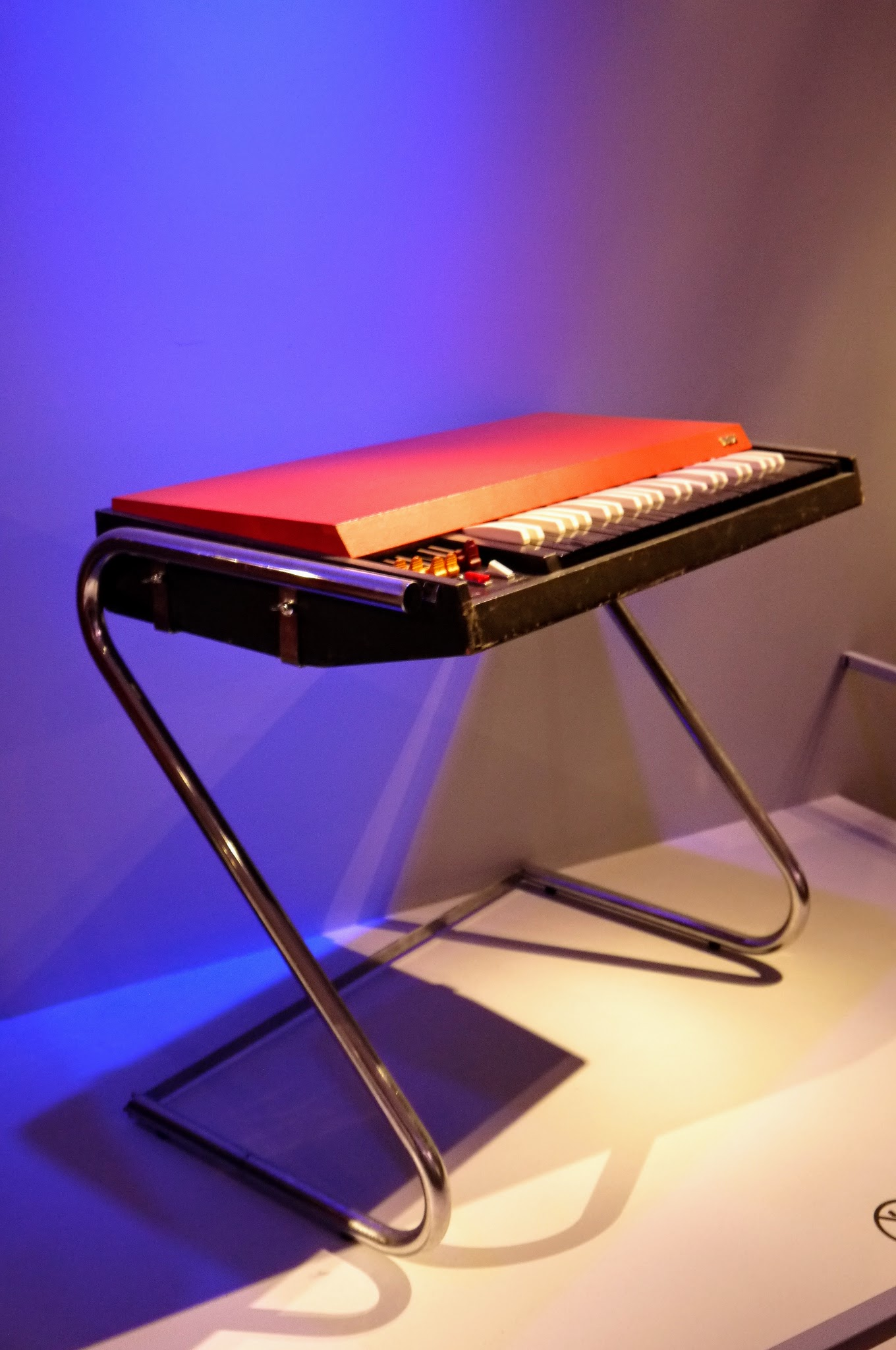
Vox Continental

Die Vox Continental ist eine transistorisierte elektronische Orgel (Combo-Orgel) des britischen Herstellers Vox Amplification, eingeführt im Jahre 1962. Typisch für die „Connie“ war ihr dünner, heller Klang. Konzipiert wurde die Orgel als ein transportables Instrument, um Schwergewichte wie die Hammond-Orgel zu ersetzen. Dies wurde nicht erreicht, doch spielten in den 1960er Jahren viele Musiker eine Continental und machten sie zu einer der beliebtesten und bekanntesten Combo-Orgeln.

## Beschreibung
Neben der einmanualigen Continental mit 49 Tasten (vier Oktaven) existiert ein Typ mit zwei Manualen, der als Vox Continental II bzw. Vox Super Continental bezeichnet wird. Um 1970 herum entstanden weitere Varianten, so die einfacher ausgestattete Vox Jaguar.
Die Continental ist optisch auffällig durch den roten Deckel, die invers-farbige Tastatur (ähnlich einem Cembalo) und die Z-förmigen Stahlrohr-Stützen.
Als Bedienelemente sind vier Zugriegel vorhanden, die die 16'-, 8'- und 4'-Register sowie die Mixtur regeln. Zwei weitere Zugriegel bestimmen die Intensität der Stimmen „Flöte“ (Sinus) und „Reed“ (Rechteck). Als Effekt steht ein Vibrato mit konstanter Frequenz zur Verfügung.

## Funktionsweise

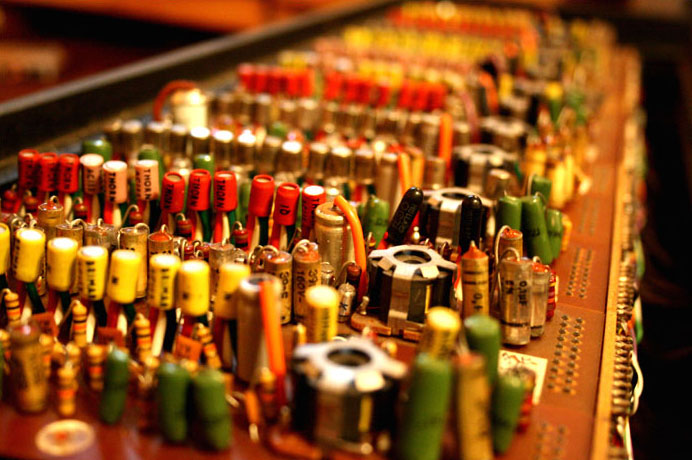
Oszillatorplatinen zur Klangerzeugung

Die Elektronik ist mit Germanium-Transistoren bestückt, überwiegend vom Typ OC71. Zur Klangerzeugung dienen zwölf LC-Oszillatoren für die chromatischen Halbtöne, die über das Vibrato-Signal in ihrer Frequenz moduliert werden können. Ein Transistor formt das Ausgangssignal der Oszillatoren zum Rechtecksignal, dieses wird mit sechs kaskadierten Multivibratoren jeweils eine Oktave heruntergeteilt. RC-Tiefpässe nehmen den Rechtecksignalen die klangliche Schärfe.
Die resultierenden 84 Frequenzen (7 Oktaven) werden pro Taste als Subharmonische (16'), Grundfrequenz (8') und erste Harmonische (4') geleitet und gelangen bei Tastendruck auf die drei Sammelschienen dieser Fußlagen. Ein vierter Tastenkontakt wird mit der Mixtur versorgt, einer Mischung aus drei-, vier-, fünf- und achtfacher Frequenz (Fußlagen 2 2/3', 2', 1 3/5' und 1'). In der obersten Oktave liegen für die Fußlagen 1 3/5' und 1' einige Töne oberhalb der zur Verfügung stehenden 84 Frequenzen; es werden stattdessen Töne verwendet, die eine Oktave tiefer liegen (Harmonic Foldback).
Vier Zugriegel bestimmen die Intensität der vier Sammelschienen in je acht Amplitudenstufen. Zwei weitere Zugriegel mischen das ungefilterte Summensignal (Reed) und das zweistufig RC-Tiefpass-gefiltertes Summensignal (Flute).

## Verwendung
Das Gerät wird üblicherweise mit Classic Rock der 1960er Jahre assoziiert. Berühmte Songs mit dem „Continental-Sound“ sind House of the Rising Sun von The Animals, Light My Fire von The Doors, und I’m Down von The Beatles.
Im Video zu Summer in the City von The Lovin’ Spoonful spielen John Sebastian und Bassist Steve Boone zwei Vox Continental.